# Стасюк Іван Дмитрович
Іва́н Дми́трович Стасю́к (1896—1945) — буковинський громадський діяч, журналіст, учасник комуністичного руху на Буковині. Член ЦК Комуністичної партії Буковини, яка до 1926 діяла як складова частина КП(б)У, а потім була включена до складу Румунської комуністичної партії. Один із засновників і секретар Партії українських працюючих Румунії «Визволення»; редактор газети «Боротьба» (1925—28) і друкованого органу партії «Визволення» — «Борець» (1929—30), що виходив у Чернівцях. Зазнав гонінь румунської сігуранци, 1930—1931 перебував в ув'язненні. У 2-й половині 1930-х рр. перебрався в радянську Україну. На початку Другої світової війни евакуювався на схід, де працював сільським учителем на Полтавщині.У Чернівцях іменем Стасюка названа вулиця.